# Madżid Musawi
Sejjed Madżid Musawi (pers. سید مجید موسوی) – irański zapaśnik w stylu klasycznym. Zdobył srebrny medal na mistrzostwach Azji w 1995 roku.